# هاون (أداة)
هاوَن / هاوُن : جمع هَواوِينُ: وعاء مجوَّف من الحديد أو النُّحاس أو غيرهما يُدَقّ فيه الطَّعام والتَّوابل والدّواء. مثال: دقَّ الطَّبّاخ التوابل في الهاون.